# Sutro Biopharma
Sutro Biopharma Inc. ist ein US-amerikanisches Biotechnologieunternehmen mit Sitz in South San Francisco, Kalifornien, das im Jahre 2003 gegründet wurde, zunächst unter dem Namen Fundamental Applied Biology. 2009 wurde der Firmenname in Sutro Biopharma geändert. Die Aktie ist an der amerikanischen Börse NASDAQ gelistet.
Das Unternehmen befasst sich mit der Entwicklung von Krebs- und Autoimmuntherapeutika der nächsten Generation-Antikörperkonjugate, bispezifische Antikörper und Zytokinderivate. Ohne Einschränkung durch traditionelle Methoden der zellbasierten Entdeckung wird versucht, zielgerichtete Medikamente zu entwickeln, indem außerhalb der Einschränkungen der Zelle geforscht wird.

## Entwicklungen
Sutro Biopharma hat die Chemoimmunkonjugate (Antibody-drug conjugate – ADC) STRO-001 und STRO-002 entwickelt. STRO-001 wird zurzeit in einer klinischen Phase-1-Studie für Patienten mit Multiplem Myelom untersucht.
STRO-002 wird zurzeit in einer klinischen Phase-1-Studie für Patientinnen mit Ovarialkarzinom (Eierstockkrebs) und Endometriumkarzinom untersucht und hat von der FDA (Lebensmittelüberwachungs- und Arzneimittelbehörde der Vereinigten Staaten) den Orphan-Drug-Status für Eierstockkrebs erhalten.
Ein dritter Produktkandidat, CC-99712, ein ADC, untersucht Patienten in seiner klinischen Phase-1-Studie mit multiplem Myelom auf und hat von der Food and Drug Administration den Orphan-Drug-Status erhalten.
Ein vierter Produktkandidat, M1231, ein ADC, nimmt Patienten für seine klinische Phase-1-Studie mit Patienten mit metastasierenden soliden Tumoren, nicht-kleinzelligem Lungenkrebs und Plattenepithelkarzinom der Speiseröhre auf.

## Partnerschaften
Sutro Biopharma arbeitet unabhängig und mit Partnern an der Entwicklung neuartiger Krebstherapien. Diese sind Bristol-Myers Squibb, Merck KGaA, EMD Serono und Vaxccyte.

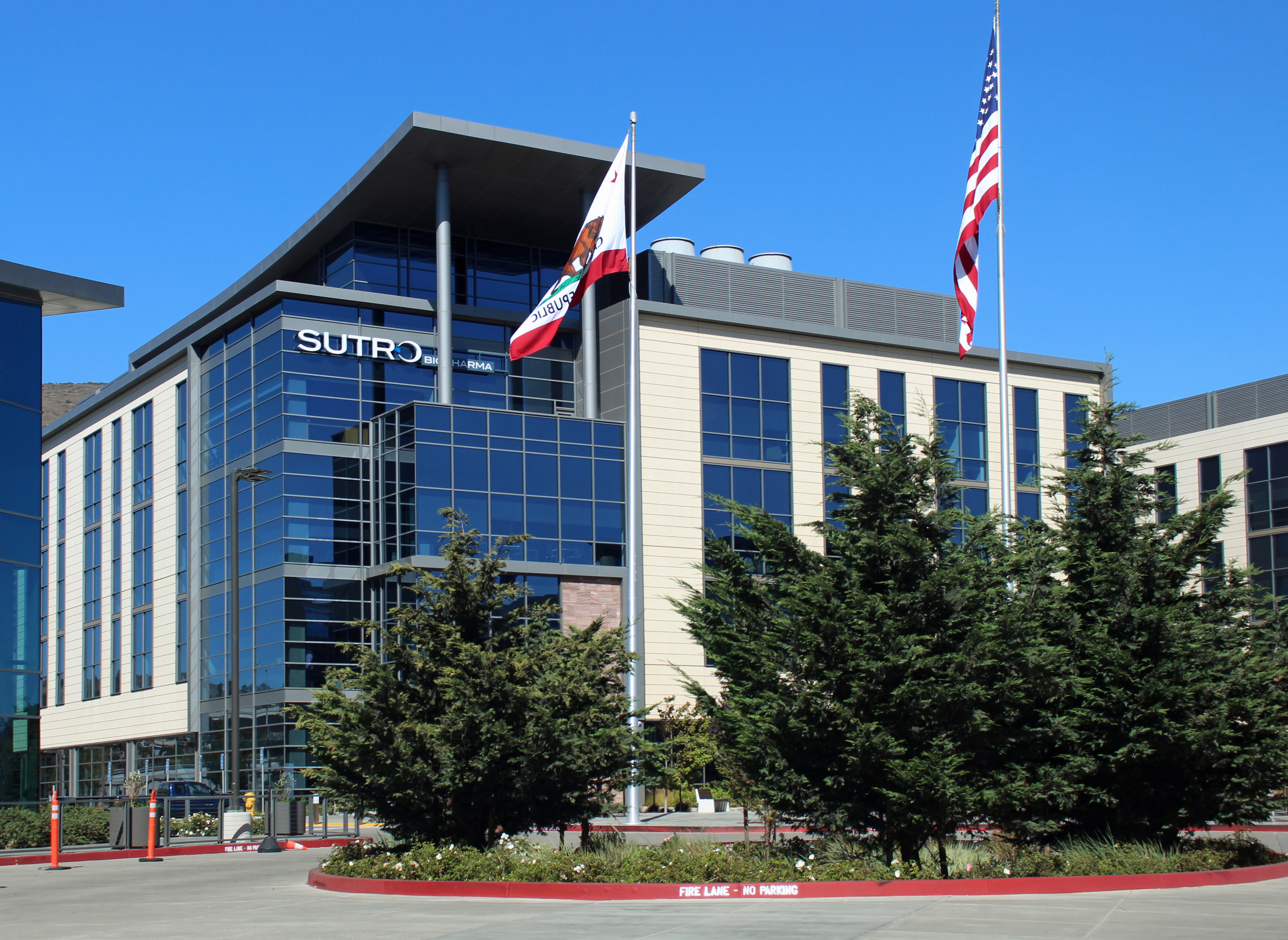
Hauptquartier von Sutro Biopharma in South San Francisco